# Alex Matson

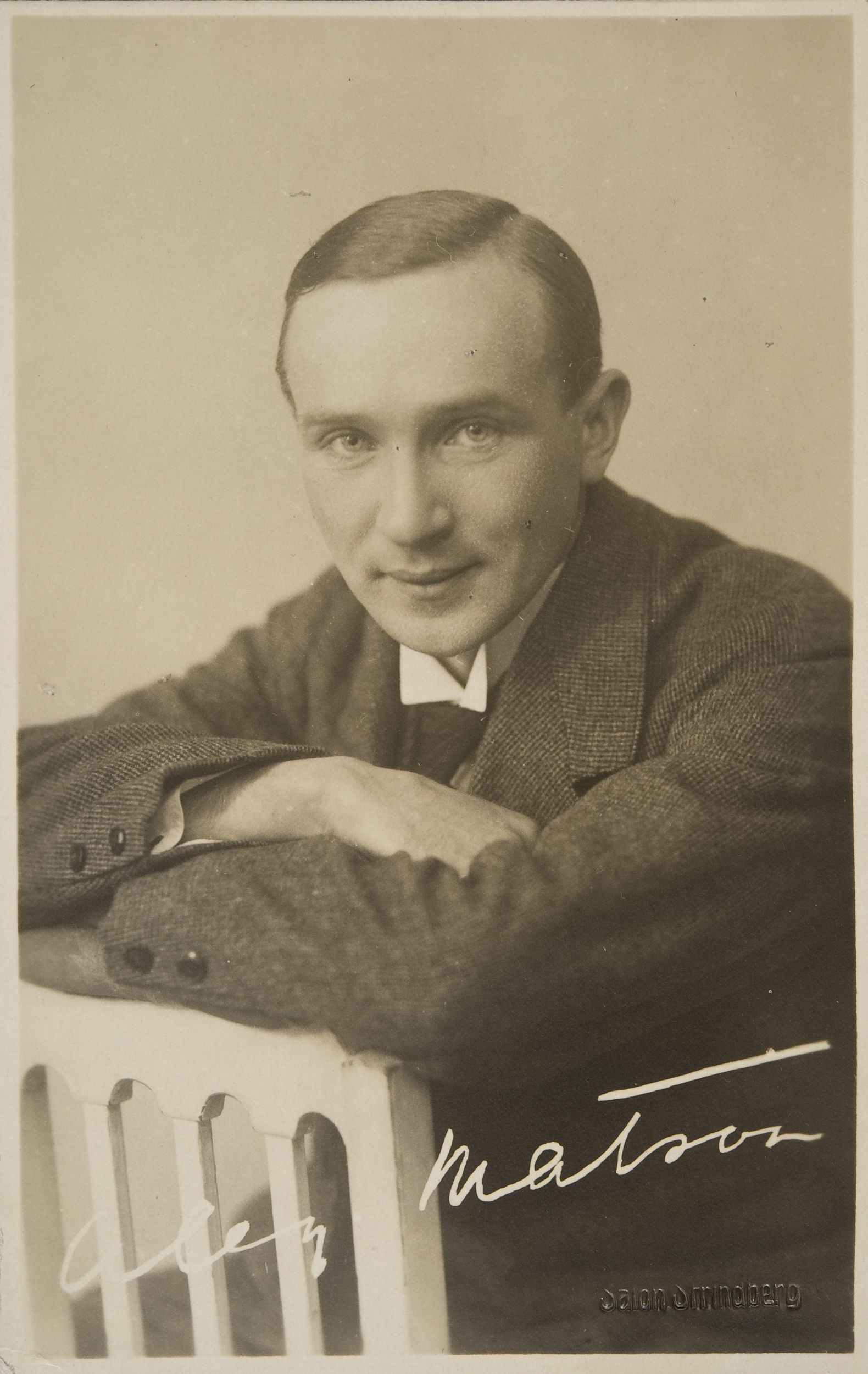
Alex Matson vid 1920-talet.

Alex (Alexander) Matson, född den 8 november 1888 i Björkö, Finland, död den 29 november 1972 i Tammerfors, var en finländsk författare, kritiker, konstnär och litteraturvetare vars magnus opus romankonsten hade ett stort inflytande i efterkrigstidens finska litteratur.

## Biografi
Matsons föräldrar var sjömannen och köpmannen Matias Matson och Judit Torckel. Kort efter Alex blivit född flyttade familjen till England där han blev sjuk på grund av undernäring, rakitis. Efter att hans skolgång avslutats vid 14 års ålder började han hjälpa sin far i dennes rörelse i Hull. Efter att ha utvecklat tuberkulos tillbringade han en tid på ett sanatorium i Tyskland och återvände sedan till Finland.
Under perioden 1905-1909 arbetade Matson i en exportrörelse och började läsa poesi under denna tid. Främst intresserade han sig för den socialistiska litteraturen samt Nietzsches och George Bernard Shaws verk. Han ville emellertid bli konstnär, övade teckning och akvarellmålning och studerade konst i Hull. Efter återkomsten till Finland höll Matson sin första konstutställning i Helsingfors och arbetade från 1914 och framåt som konstnär och bildlärare. Han hade också börjat att skriva och hans första roman Jordens exil gavs ut 1920.
Mellan 1922 och 1930 bodde Matson först i London, där han var anställd vid Finlands ambassad, och sedan i Tyrisevä på Karelska näset. År 1930 skrev han i en finsk handelstidning, Finnish Trade Review, och började även agera som översättare. Efter andra världskriget, deltog han i Tammerfors med att etablera Mäkeläkretsen. Det var biblioteksdirektör Mikko Mäkelä som arbetat med att skapa en grupp för  regelbundna träffar och vars medlemmar var bland annat Lauri Viita, Väinö Linna, Harri Kaasalainen, Viljo Paula, Reino Mantere och Mirkka Rekola. 
Matson publicerade sitt huvudsakliga arbete i Romaanitaide 1947, i vilket bland andra Linna hämtade inspiration när han skrev sin bok Den okände soldaten.
Matson gjorden en betydande insats som förmedlare av anglosaxisk litteratur till finska. Han gav 1971 ut självbiografin Muistelen (Jag minns).